# Protibis cnemialis
Protibis cnemialis — вид викопних птахів ряду Лелекоподібні (Ciconiiformes). Вид мешкав у міоцені у Південній Америці на території Патагонії. Голотип (під номером BMNH A598) складається з решток кістки тибіотарсуса. Форма кістки схожа на подібну у сучасних болотних лелекоподібних птахів.